# Pamphylische Schwertlilie
Die Pamphylische Schwertlilie (Iris pamphylica) ist eine Pflanzenart aus der Gattung der Schwertlilien (Iris) innerhalb der Familie der Schwertliliengewächse (Iridaceae).

## Merkmale
Die Pamphylische Schwertlilie ist eine ausdauernde krautige Pflanze, die Zwiebeln als Überdauerungsorgane bildet. Sie erreicht Wuchshöhen von 15 bis 25 Zentimeter, die vierkantigen Blätter später sogar bis zu 55 Zentimeter. Die Perigonröhre ist ungefähr 2 Zentimeter lang. Die Platte der Hängeblätter ist bräunlich-violett gefärbt und hat einen gelben, violett gepunkteten Mittelwulst. Die Domblätter sind spitz, blass- bis tiefblau und messen 4 bis 0,6 Zentimeter. Die reife Kapsel hängt an einem bis zu 10 Zentimeter langen Stiel.
Blütezeit ist von März bis April.
Die Chromosomenzahl beträgt 2n = 20.

## Vorkommen
Die Pamphylische Schwertlilie kommt in der Süd-Türkei in der Provinz Antalya in Eichen-Busch- und Kiefern-Wäldern in Höhenlagen von 700 bis 1500 Meter vor.

## Nutzung
Die Pamphylische Schwertlilie wird selten als Zierpflanze genutzt.

## Belege
- Eckehart J. Jäger, Friedrich Ebel, Peter Hanelt, Gerd K. Müller (Hrsg.): Rothmaler Exkursionsflora von Deutschland Band 5 Krautige Zier- und Nutzpflanzen. Spektrum Akademischer Verlag, Berlin Heidelberg 2008, ISBN 978-3-8274-0918-8.